# اینفینئون
اینفینئون تکنالوجیز آگ (به آلمانی: Infineon Technologies AG) شرکت آلمانی تولیدکننده تجهیزات الکترونیکی و نیمه‌رسانا است، که در تاریخ ۱ آوریل ۱۹۹۹ از شرکت زیمنس، جدا شد و به عنوان یک نهاد مستقل حقوقی ثبت گردید.
در ۳۰ سپتامبر ۲۰۱۰ تعداد کارکنان شرکت اینفینئون، بیش از ۲۵،۱۴۹ نفر بوده، که در شعبه‌های مختلف این شرکت، در سراسر جهان فعالیت می‌نمایند.
در تاریخ ۱ مه ۲۰۰۶، بخش تولید مموری اینفینئون، از این شرکت جدا شد و به‌عنوان یک شرکت تابعه از اینفینئون و با نام کیموندا آگ، ثبت شد. شرکت کیموندا بیش از ۱۳،۵۰۰ کارمند در سراسر جهان در اختیار دارد و سهام آن، از سال ۲۰۰۹ در بازار بورس نیویورک معامله می‌شود.